# Ван Керкхоф, Яра
Яра ван Керкхоф (нидерл. Yara van Kerkhof; род. 31 мая 1990) — нидерландская шорт-трекистка, серебряная и бронзовая призёр Олимпийских игр 2018 года, Олимпийская чемпионка 2022 года, 3-кратная чемпионка и 4-кратная призёр чемпионатов мира, 10-кратная чемпионка и 3-кратная призёр чемпионатов Европы. 

## Спортивная карьера
Яра ван Керкхоф родилась с врожденным пороком сердца в городе Зутермер. Когда ей было около 3-х лет, родители заметили, что она быстро устаёт и у неё меньше энергии, чем у других детей. Мама отвела Яру к врачу, но ничего не нашла. И все же она очень сильно чувствовала, что что-то не так, и настаивала на дальнейшем расследовании. В 7 лет ей сделали операцию на открытом сердце, после чего остался шрам на всю жизнь.
Вскоре после операции Яра начала кататься на коньках вместе с сестрой Санной, так как родители всегда катались зимой на натуральном льду. Чтобы научиться кататься на коньках, они ходили на занятия в ледовый клуб "Зутермер". С 10 лет она начала участвовать в гонках по шорт-треку, но не так часто выигрывала, потому что была намного меньше остальных. Тренируется с 2001 года на базе клуба «IJsvereniging Zoetermeer» под руководством Йеруна Оттера.
В 2006 году она переехала в Херенвен к сестре Санне, чтобы вместе тренироваться. В том же году заняла 2-е место на кубке Фрисландии среди юниоров, и в 2007 году на национальном чемпионате среди девушек также стала 2-й. На следующий год уже на взрослом чемпионате Нидерландов заняла 10-е место, а в 2009 году дошла до 4-го места, но уже в 2010 году выиграла чемпионат Нидерландов в абсолютном зачёте и отобралась в национальную сборную. В том же году она получила компрессионный перелом спины. Хотя и испытывала боль в течение трех месяцев, но продолжала кататься на коньках.
Дебютировала на международной арене в сезоне 2010-2011 годов и первую медаль ван Керкхоф выиграла в 2011 году на чемпионате Европы в Херенвене, где сразу завоевала золото в эстафетной команде. Вплоть до 2020 года ещё шесть раз становилась чемпионкой Европы в эстафете. В том же 2011 году участвовала на чемпионате мира по шорт-треку в британском — Шеффилде. Её команда в женской эстафете на 3000 м с результатом 4:17.725 заняла второе место забег, опередив соперников из Канады (4:18.043 — 3-е место), но уступили первенство спортсменками из Китая (4:16.295 — 1-е место).
В 2014 году Яра ван Керкхоф участвовала на Олимпийских играх в Сочи, где приняла участие на всех дистанциях и лучшее место заняла на 500 метров, став 11-й. В 2015 году на чемпионате Европы в Дордрехте завоевала серебро в эстафетной гонке.
В начале января 2018 года выиграла чемпионат Нидерландов в общем зачёте. Очередная серебряная медаль в активе ван Керкоф была добыта на чемпионате Европы в Дрездене. В забеге на 1500 м с результатом 2:37.373 она заняла второе место, опередив при этом спортсменку из Венгрии (2:37.689 — 3-е место), но уступила первенство конкурентке из Италии (2:36.889 — 1-е место).
На зимних Олимпийских играх 2018 ван Керкхоф заявлена для участия в забеге на 500 и 1000 м.
13 февраля 2018 года во время финального забега на 500 метров среди женщин ван Керкхоф с результатом 43.256 финишировала третей. С самого старта и вплоть до последнего, пятого круга, она шла пятой. Всё изменилось на последнем повороте перед финишем.
Вырваться вперед, сразу обогнав двоих соперниц ей помог инцидент, когда южнокорейская шорт-трекистка Чхве Мин Джон (финишировавшая второй) во время поворота врезалась в британку — Элизу Кристи. После совещания судьи приняли решение о дисквалификации Чхве Мин Джон, и ван Керкхоф заняла 2-е место, уступив первенство итальянке Арианне Фонтане (42.569 — 1-е место), но обогнав канадку Ким Бутен (43.881 — 3-е место). Таким образом, впервые за историю выступления нидерландской сборной на Олимпийских играх, представительница этой страны выиграла медаль в шорт-треке. А позже вместе с командой выиграла бронзовую медаль в эстафете.
После Олимпиады завоевала серебряную медаль эстафеты на чемпионате мира в Монреале. Следующие 2 года выиграла золото в эстафете на чемпионатах мира в Дордрехте 2019 и Дебрецене 2020 годов. В начале 2021 года на чемпионате мира в Дордрехте стала чемпионкой мира в эстафете, выиграв своё первое золото мировых первенств. В феврале 2022 года на зимних Олимпийских играх в Пекине ван Керкхоф выиграла золотую медаль в женской эстафете, а в апреле на чемпионате мира в Монреале она выиграла две бронзовые медали на дистанции 500 м и в эстафете. В апреле на чемпионате мира в Монреале завоевала бронзовую медаль в женской эстафете и в забеге на 500 м.
В сезоне 2022/23 на этапе Кубка мира в Алма-Аты Яра выиграла золотую и бронзовую медали в забеге на 500 м, там же стала серебряным призёром в эстафете. В январе 2023 года на чемпионате Европы в Гданьске выиграла золотую медаль в женской эстафете и заняла 8-е место в беге на 500 м, а в марте она участвовала на чемпионате мира в Сеуле и выиграла также золотую медаль в женской эстафете. В сезоне 2023/24 на первом этапе Кубке мира в Монреале она заняла 2-е и 3-е  места в эстафете. В декабре в Пекине была третьей на дистанции 500 м и поднялась на 2-е место в женской эстафете. На чемпионате Европы в Гданьске была первой в обеих эстафетах, а на 500-метровке заняла 6-е место. На домашнем чемпионате мира в Роттердаме выиграла золото в эстафете. 
В июле 2024 года Яра ван Керкхоф объявила о завершении карьеры.

## Награды
2015, 2017, 2018, 2019 года - названа Спортсменкой года в Зутермере

## Личная жизнь
Получила степень магистра в области изучения человеческих движений в Амстердамском университете Врие. Обучалась в Университете прикладных наук Гааги, где изучала внутренние процессы человека во время восстановления и занятия спорта (Human Movement Science (HMS)). Приходится родной сестрой другой голландской шорт-трекистке — Санне ван Керкхоф. За характер и спортивные качества Яра получила прозвище — «питбуль». Ей нравится есть с друзьями, ходить в кино, читать, кататься на лыжах. В мае 2019 года она стала послом Фонда детского сердца [Stichting Hartekind] в Нидерландах. Она благодарна своему отцу Яну ван Керкхофу и маме Мэриан Вудберг за её  двадцатилетнее спортивное воспитание.